# برينت فورستر
برينت فورستر (بالإنجليزية: Brent Forrester)‏ هو كاتب سيناريو ومنتج تلفزيوني أمريكي، ولد في 12 مايو 1967 في لوس أنجلوس في الولايات المتحدة.

## وصلات خارجية
- برينت فورستر على موقع IMDb (الإنجليزية)
- برينت فورستر على موقع ألو سيني (الفرنسية)
- برينت فورستر على موقع أول موفي (الإنجليزية)
- برينت فورستر على موقع قاعدة بيانات الأفلام السويدية (السويدية)
- برينت فورستر على موقع قاعدة بيانات الفيلم (الإنجليزية)
- برينت فورستر على موقع كينوبويسك (الروسية)